# Nahid Kiani
Nahid Kiani Chandeh, née le 1er août 1998 à Ispahan, est une taekwondoïste iranienne. Elle remporte la médaille d'or dans l'épreuve des poids coq féminins aux championnats du monde de taekwondo 2023 à Bakou, en Azerbaïdjan.

## Carrière
Elle remporte des médailles de bronze aux championnats d'Asie de 2016 et aux Jeux asiatiques de 2018. Elle participe aux Jeux olympiques d'été de 2020 où elle est éliminée par Kimia Alizadeh.
Elle participe aux Jeux olympiques d'été de 2024 et remporte la médaille d'argent dans la catégorie des 57 kg,.